# Cherry Bomb (minialbum)
Cherry Bomb – trzeci minialbum NCT 127 – podgrupy południowokoreańskiego boysbandu NCT z siedzibą w Seulu. Ukazał się 14 czerwca 2017 roku, był dystrybuowany przez KT Music w Korei Południowej. Płytę promował singel „Cherry Bomb”. W powstaniu albumu uczestniczyło dziewięciu członków.

## Lista utworów
| CD | CD                                                                   | CD | CD | CD                                | CD      |
| Nr | Tytuł utworu                                                         | Tekst | Kompozycja | Aranżacja                         | Długość |
| -- | -------------------------------------------------------------------- | --- | --- | --------------------------------- | ------- |
| 1. | „Cherry Bomb”                                                        | Jennifer Decilveo, Taeyong, Mark, Deepflow, Lim Jung-Hyo, Oh Min-joo                                      | Dwayne Abernathy Jr., Jennifer Decilveo, Deez, Jakob `Jay` Mihoubi, Rudi `Rudy` Daouk, Michael Woods, Kevin White, Andrew Bazzi, MZMC | Dem Jointz, Deez, Yoo Young-jin   | 3:56    |
| 2. | „Running 2 U”                                                        | Taeyong, Mark, JQ, Kim Jin (makeumine works)                                                              | Karl Powell, Harrison Johnson, Ryan Christian, Adrian Mckinnon, Tay Jasper, Otha `Vakseen` Davis III, MZMC                            | The Colleagues                    | 2:47    |
| 3. | „0 Mile”                                                             | Taeyong, Mark, Jo Yoon-kyung, Jo Jin-joo, Choi So-young (JF), Park Yong-joon (JF)                         | Christian Fast, Julimar J-Son Santos, Henrik Nordenback                                                                               | Christian Fast, Henrik Nordenback | 3:23    |
| 4. | „Sun & Moon” (wyk. Taeil, Johnny, Taeyong, Yuta, Doyoung, & Jaehyun) | Jung Joo-hee, January 8th (Jam Factory)                                                                   | AFSHeeN, Josh Cumbee, Jai Waetford | AFSHeeN, Josh Cumbee              | 3:07    |
| 5. | „Whiplash” (wyk. Jaehyun, Mark, Taeyong, Doyoung & Taeil)            | Taeyong, Mark, JQ, O Neu Lu (makeumine works), Xitsuh                                                     | The Stereotypes, 220, Andrew Choi, MC Meta                                                                                            | The Stereotypes, 220              | 3:21    |
| 6. | „Summer 127”                                                         | Taeyong, Mark, Sun (Joombas), Bae Min-soo (Joombas), seizetheday (Joombas), CiaNo (Joombas), Kim In-hyung | Shin Hyuk, Davey Nate, Devin Hoffman, Eric Scullin, Jass Reyes, DK, Chek Parren                                                       | Chek Parren                       | 3:37    |
| 7. | „Cherry Bomb” (Performance version)                                  | Taeyong, Mark, Deepflow, Lim Jung-Hyo, Oh Min-joo                                                         | Dwayne Abernathy Jr., Jennifer Decilveo, Deez, Jakob `Jay` Mihoubi, Rudi `Rudy` Daouk, Michael Woods, Kevin White, Andrew Bazzi, MZMC | Dem Jointz, Deez, Yoo Young-jin   | 4:21    |

## Notowania
| Lista                        | Pozycja |
| ---------------------------- | ------- |
| Oricon Album Chart           | 18      |
| Gaon Album Chart             | 2       |
| Five Music (Tajwan)          | 2       |
| Billboard Heatseekers Albums | 21      |
| Billboard World Albums       | 2       |

## Nagrody w programach muzycznych
| Program            | Data            | Źródło |
| ------------------ | --------------- | ------ |
| M Countdown (Mnet) | 22 czerwca 2017 | [ 8 ]  |

## Sprzedaż
| Kraj                    | Sprzedaż                      |
| ----------------------- | ----------------------------- |
| Korea Południowa (Gaon) | 175 685 (stan na marzec 2020) |
| Japonia (Oricon)        | 8457                          |